# Andrée Ghesquière
Pour les articles homonymes, voir Ghesquière.
Andrée Ghesquière, épouse Garnier, née le 6 septembre 1910 à Tourcoing et morte le 9 juillet 1971 à Douai, est une artiste peintre française. Son père, Séraphin, est un peintre décorateur belge.

## Biographie
Andrée Alice Marie Ghesquière naît à Tourcoing le 6 septembre 1910. Son père est le peintre décorateur Séraphin Ghesquière, né le 16 novembre 1881 à Coudekerque-Branche, sa mère est Jeanne Augusta Krawinkels, vingt-et-un ans, née à Tourcoing, sans profession.
Son père part aux États-Unis en 1912 avec sa mère, juste avant la première guerre mondiale, la laissant en France avec le reste de sa famille. Elle étudie à l'Institut Sévigné de Tourcoing. Très manuelle, elle s'orientera rapidement vers la couture et la peinture.
Andrée Ghesquière se marie le 25 mai 1931 avec Fernand Garnier, né le 30 septembre 1906 dans le douzième arrondissement de Paris. Cette noce a lieu le même jour et dans la même mairie de Loffre que le remariage de son père Séraphin, définitivement revenu des États-Unis, avec sa tante Marie qui l'a élevée. L'année suivante, en 1932, Séraphin se fait construire une maison chemin des Sablières, actuelle allée des Frênes, à Loffre, à côté de celle bâtie par le peintre Victor Hugo. Andrée, devenue Garnier, a rapidement deux garçons Yves et Alain, part en exode dans la Nièvre pendant la deuxième guerre mondiale puis revient en famille rue du 11 novembre à Douai, quartier bombardé le 11 août 1944, l'obligeant à vivre avec sa famille chez son père Séraphin à Loffre. 
Son œuvre de peintre s'impose après la deuxième guerre mondiale lorsqu'elle installe son atelier au dernier étage de sa nouvelle maison bourgeoise en brique, 46 boulevard Pasteur, un des boulevards aménagés sur les anciennes forteresses de Douai. Elle côtoie les peintres Raymond Tellier (1897-1985), élève à l’école des Beaux-Arts de Douai, puis de Lille, qui a peint son portrait, et Victor Hugo.
Andrée Ghesquière, épouse Garnier, meurt le 9 juillet 1971 à Douai et est inhumée dans la tombe de son père, à l'entrée du cimetière de Loffre.

## Œuvre
Dessins de mode, tableaux de paysages, de natures mortes, de fleurs qu'elle signe sous son nom de femme mariée Andrée Garnier après 1932. 

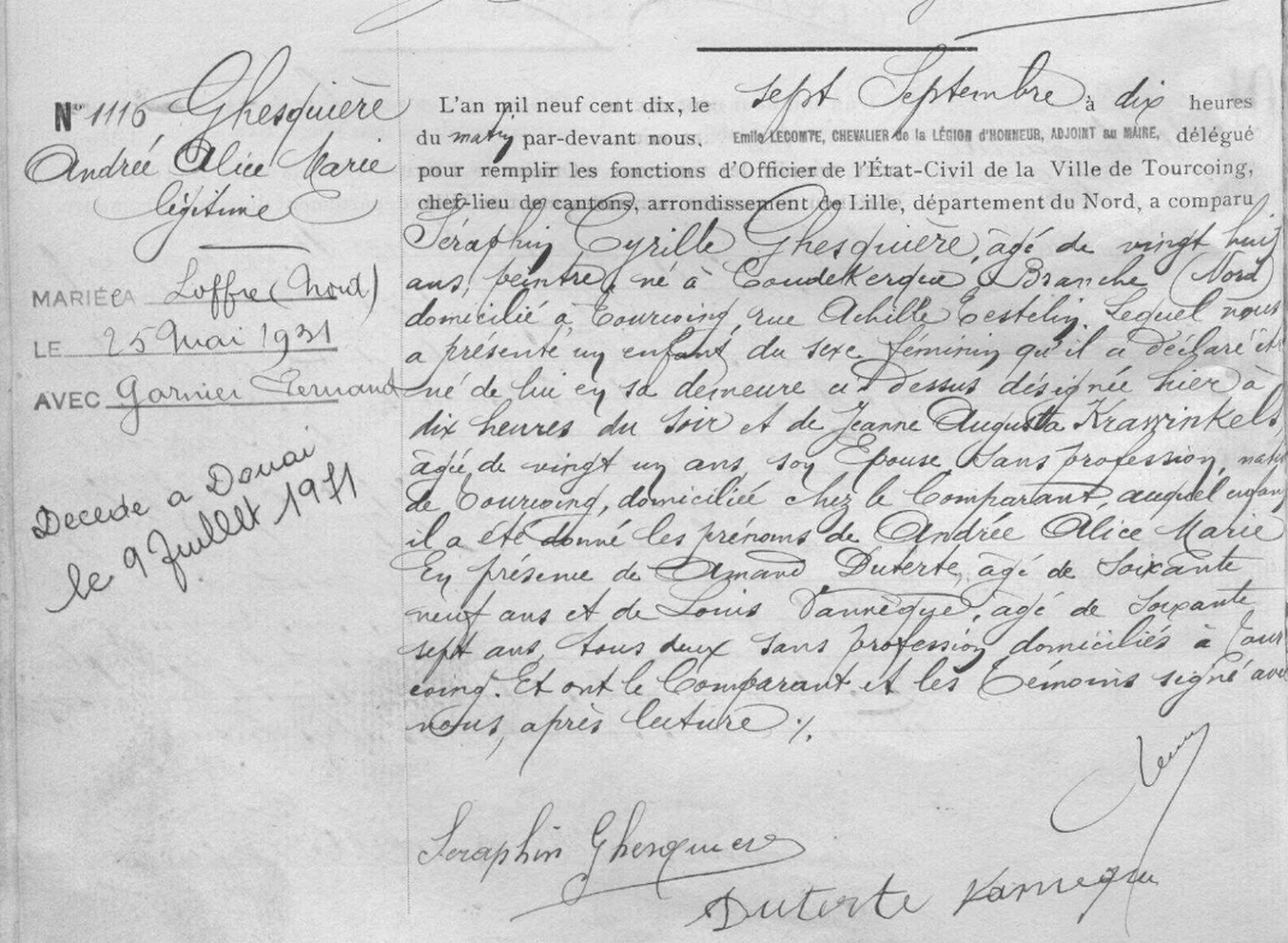
Son acte de naissance.
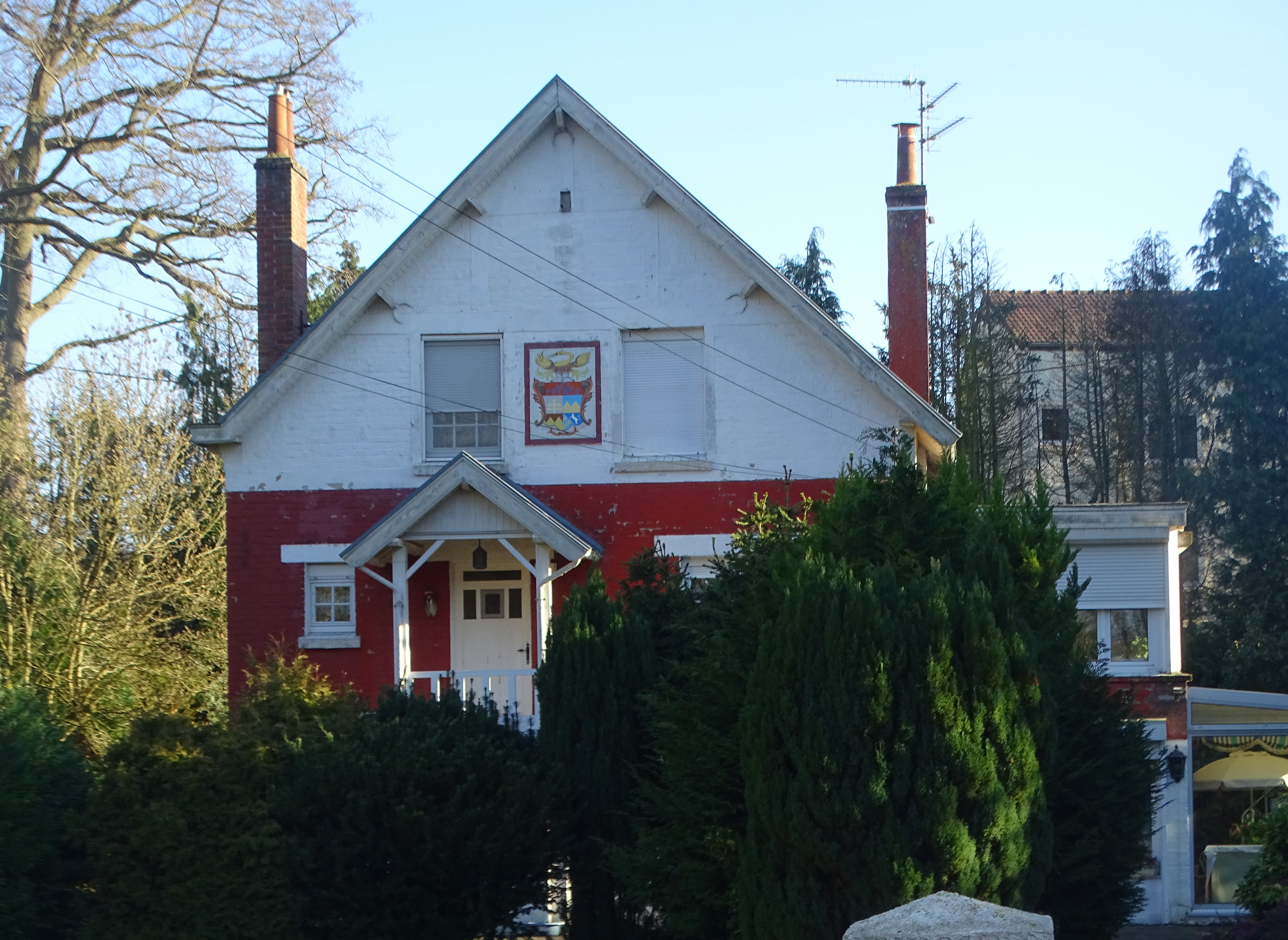
Sa maison.
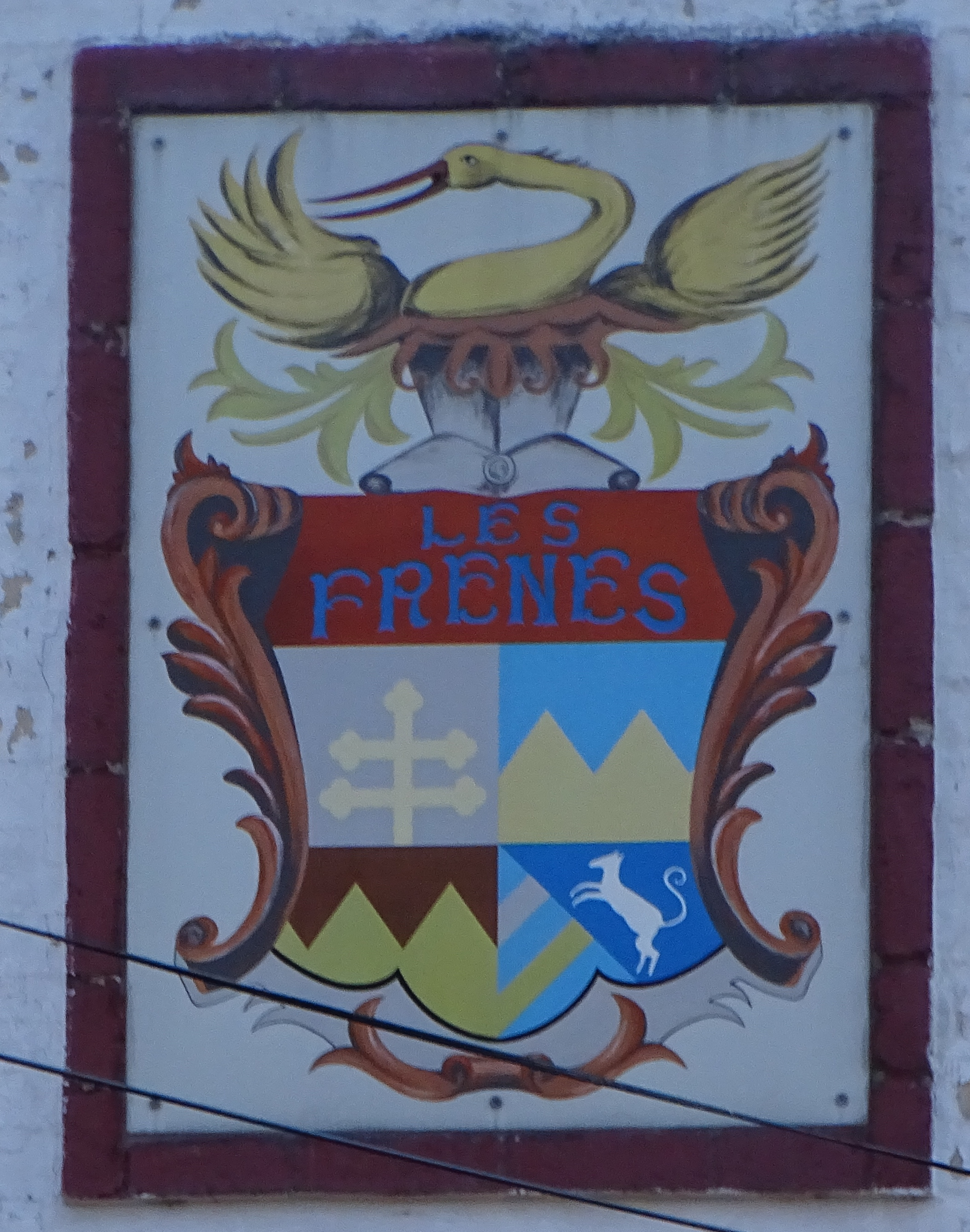
Détail du blason sur la façade.

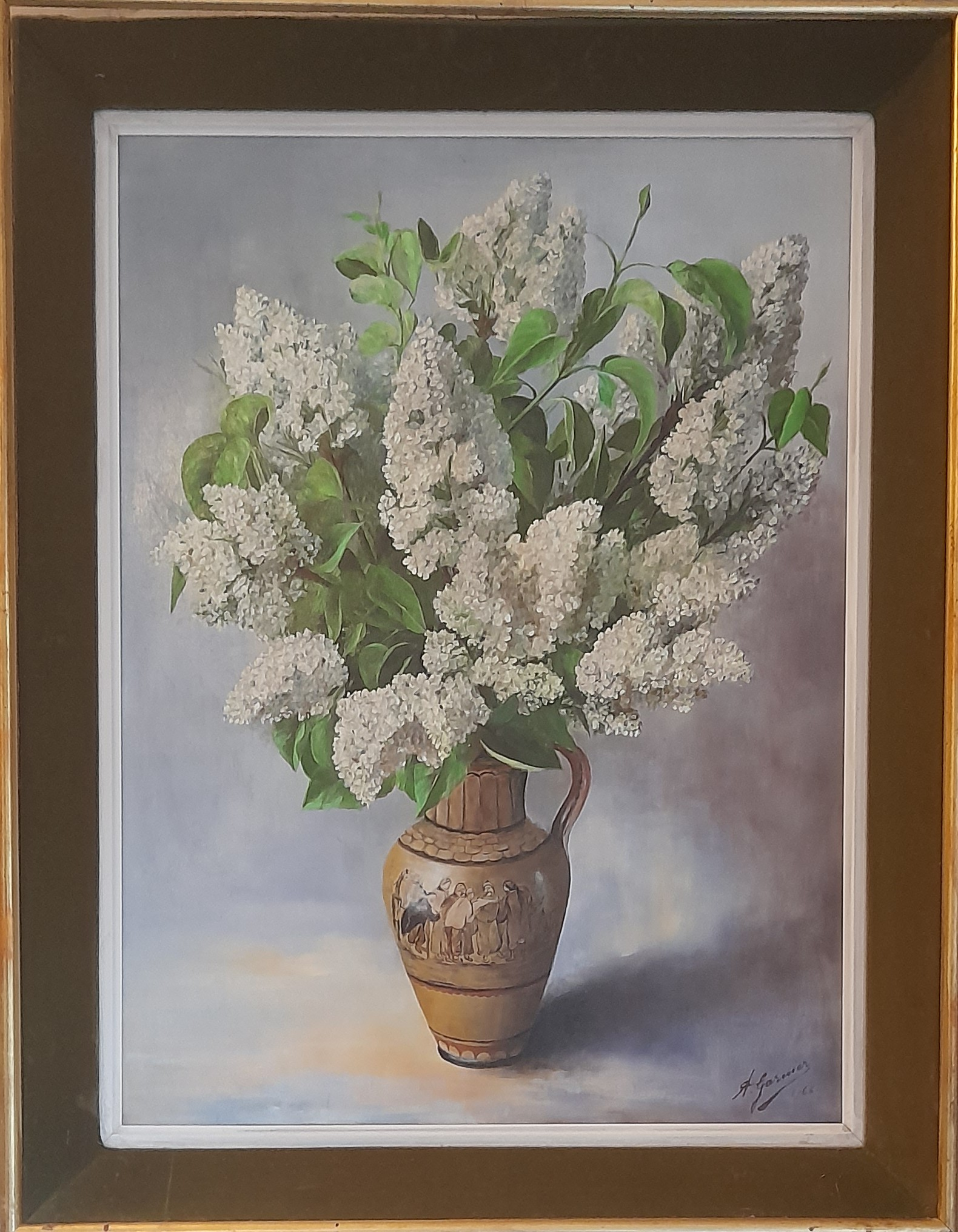
Painting by Andrée Garnier

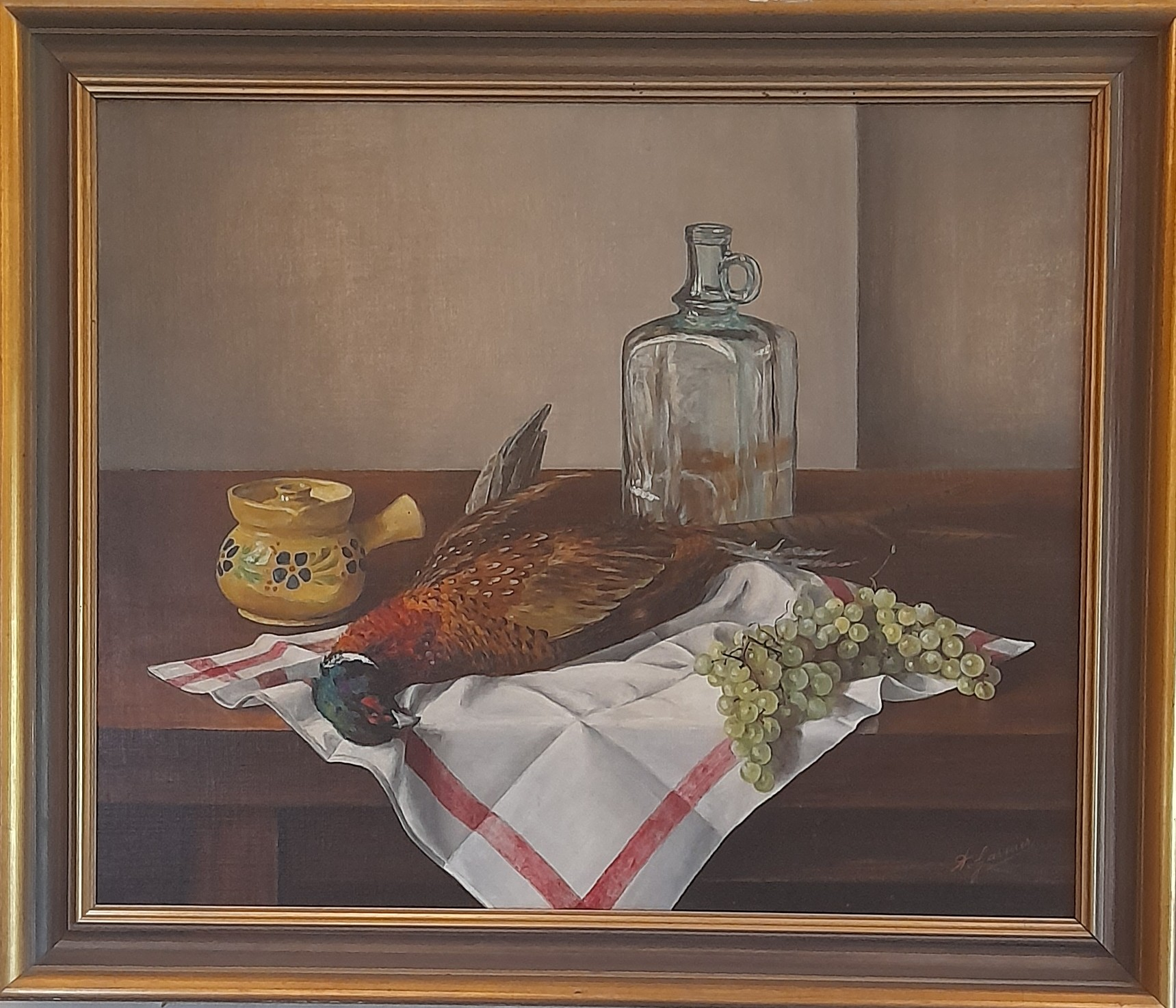
painting by Andrée Garnier